# تعادل مارکوف کامل
یک تعادل مارکوف کامل، یکی از مفاهیم تعادل در نظریه بازی‌ها است. این مفهوم اصلاحیه ای بر مفهوم تعادل نش زیربازی کامل برای بازی‌های گسترده است که در آن، آورده‌ای با توجه به فضای حالت‌ها قابل تعیین باشد. این اصطلاح از سال ۱۹۸۸ در کارهای اریک ماسکین و ژان تیرول مطرح شد و تاکنون کاربرد فراوانی در تحلیل‌های مربوط به حوزه سازمان‌های صنعتی، اقتصاد کلان و اقتصاد سیاسی یافته‌است.

## تعریف
در بازی‌های شکل گسترده، و به ویژه در بازی های تصادفی، یک تعادل مارکوف کامل، مجموعه ای از استراتژی‌های مختلط برای هر یک از بازیکنان است که ویژگی‌های زیر را داشته باشد:
- استراتژی‌ها ویژگی مارکوف بی حافظگی را داشته باشند، به این معنی که استراتژی مختلط هر بازیکن را بتوان به حالت بازی مقید کرد. این استراتژی‌ها را توابع واکنش مارکوف می‌گویند.
- حالت تنها می‌تواند اطلاعات مربوط به آورده (مطلوبیت) را در خود مخفی کند. این ویژگی از از استراتژی‌هایی که به پیام‌ها،مذاکرات و همکاری بین بازیکنان وابسته هستند، جلوگیری می‌کند.
- استراتژی‌ها یک تعادل نش زیربازی کامل را تشکیل می‌دهند.

## تمرکز بر تعادل متقارن
در بازی‌های متقارن، وقتی بازیکنان استراتژی‌ها و اقداماتی دارند که تصویر معکوسی از یکدیگر است، تحلیل‌ها اغلب بر تعادل متقارن تمرکز می‌کنند، جایی که همه بازیکنان استراتژی‌های مختلط یکسانی بازی می‌کنند. چنان که در سایر حوزه‌های نظریه بازی‌ها می‌بینیم، استفاده از ویژگی متقارن بودن بازی، کار تحلیل را ساده تر می‌کند و تعادل را در نقاط کانونی قوی تری می یابیم.

## عدم استحکام
تعادل مارکوف کامل نسبت به تغییرات کوچک در بازی ناپایدار است. بدین معنی که تغییری کوچک در آوردهٔ بازیکنان در بازی (payoff) می‌تواند موجب تغییرات اساسی در مجموعه استراتژی‌های تعادلی شود. زیرا حالتی که تأثیری کوچک بر payoffها دارد، می‌تواند به انتقال سیگنال‌ها دامن بزند، اما اگر اختلاف آن با یک حالت دیگر به صفر برسد، باید با آن ادغام شود و امکان استفاده از آن برای انتقال سیگنال‌ها از بین می‌رود. 

## مثال گسترده سازمان صنعتی
به عنوان مثالی از این نوع تعادل، مسئله رقابت بنگاه‌هایی که سرمایه‌گذاری گسترده ای در هزینه‌های ثابت بنگاه داشته‌اند و در بازار انحصار چندجانبه به رقابت می پردازند، در نظر می‌گیریم. بازیکنان باید ظرفیت تولید کوتاه مدت را تکمیل کنند و استراتژی‌های آن‌ها در قیمت‌گذاری، ابزارشان برای کسب سودشان است، سودی که به صورت ارزش فعلی محاسبه می‌شود.

### بازی هواپیما
اغلب یک بلیط هواپیما برای یک مسیر معین، توسط شرکت هواپیمایی الف و شرکت هواپیمایی ب با قیمت‌های یکسانی عرضه می‌شود. احتمالا دو شرکت هزینه‌های یکسانی ندارند و با توابع تقاضای متفاوتی هم مواجه‌اند. بنابراین بعید است که یک مدل تعادل عمومی، قیمت‌های تعادلی ثابتی برای این دو شرکت به دست آورد. هر دو شرکت هزینه‌های ثابتی برای تجهیزات، نیروهای انسانی و چارچوب حقوقی خود صرف کرده‌است. ممکن است تصور کنیم که هر دو بنگاه، در آینده نزدیک به ارائه خدمات مشغول خواهند شد. اما درواقع، هر یک از دو بنگاه به دام یک بازی استراتژیک با بنگاه رقیب در قیمت‌گذاری افتاده است.

### تعادل
استراتژی زیر را برای قیمت‌گذاری بلیط هواپیمای یک مسیر معین در نظر بگیرید. در هر موقعیت قیمت‌گذاری:
- اگر شرکت رقیب بلیطش را به قیمت 300 دلار یا بیشتر می فروشد، یا بلیطی برای آن مسیر نمی‌فروشد، قیمت بلیط را 300 دلار قرار دهد.
- اگر شرکت رقیب قیمت بلیطش را بین 200 تا 300 دلار قرار داده است، دقیقا همان قیمت را برای فروش بلیطش قرار دهد.
- اگر شرکت رقیب بلیطش را به قیمت 200 دلار یا کمتر می فروشد، یکی از این سه استراتژی را به صورت تصادفی و با احتمال برابر انتخاب کند: فروش بلیط با همان قیمت، فروش به 300 دلار و خروج از بازی با توقف نامحدود ارائه خدمات هوایی در آن مسیر

این یک تعادل مارکوف است، زیرا به مشاهدات گذشته وابسته نیست. فرض کنید هر دو شرکت دقیقا همین استراتژی را در پیش بگیرند. همچنین فرض کنید که مسافران همواره ارزان‌ترین بلیط را انتخاب می‌کنند و شرکتی که بلیط‌هایش قیمت بالاتری دارد، هیچ مسافری نخواهد داشت. حال اگر هر شرکت فرض کند که رقیبش هم همین استراتژی را در پیش می‌گیرد، هیچ استراتژی جایگزینی با payoff بالاتر برایش وجود نخواهد داشت.